# George Sotiropoulos
George Sotiropoulos, född 9 juli 1977, är en australiensisk MMA-utövare som tävlar i UFC:s lättviktsdivision. Sotiropoulos har svart bälte i brasiliansk jiu-jitsu och 8 av hans 14 vinster har kommit via submission. Han har bland andra besegrat Joe Stevenson, Kurt Pellegrino och Joe Lauzon.

## Biografi
Sotiropoulos föddes den 9 juli 1977 i Geelong, Australien, båda hans föräldrar var grekiska invandrare. Han började träna brasiliansk jiu-jitsu (BJJ) 1996 och vann under de kommande åren flera australiska BJJ- och grappling-tävlingar. Han tränade med ett flertal stora namn inom BJJ, bland andra Renzo Gracie, Matt Serra och Eddie Bravo, och fick svart bälte 2004. Därefter började han träna boxning.
Han gick sin första professionella MMA-match i november 2004 och vann sedan sju av sina nio första matcher. År 2007 deltog han i den sjätte säsongen av UFC:s realityserie The Ultimate Fighter där han tog sig till semifinal. Trots att han åkt ur turneringen fick han möjligheten att gå en match på The Ultimate Finale 6 i december 2007 där han besegrade Billy Miles via submission. Efter att ha vunnit sin nästa match via knockout hade han ett tävlingsfacit som lydde 9-2. Skador gjorde sedan att han tvingades vänta 18 månader innan han gick sin nästa match. I augusti 2009 gjorde han debut i lättviktsdivisionen när han vann sin tredje raka match i UFC mot före detta The Ultimate Fighter-deltagaren George Roop.
I november 2009 besegrade han Jason Dent vid UFC 106 den 21 november 2009. I en intervju efter matchen berättade Sotiropoulos att han ville delta vid UFC 110 i februari 2010 då UFC för första gången skulle hålla en gala i Australien. Han fick sin vilja igenom och besegrade Joe Stevenson i en match som utsågs till "Fight of the Night". Sotiropoulos fortsatte vinna matcher och besegrade därefter Kurt Pellegrino och Joe Lauzon där matchen mot den sistnämnda även den blev utsedd till "Fight of the Night". I och med dessa vinster hade Sotiropoulos vunnit sina åtta senaste matcher, varav de sju senaste i UFC. 
Redan efter matchen mot Pellegrino i juli 2010 erkände UFC:s VD Dana White att Sotiropoulos var en kandidat att få gå en match om titeln i lättviktsdivisionen. När UFC återvände till Australien den 27 februari 2011 mötte Sotiropoulos tysken Dennis Siver. Innan matchen berättade White i intervjuer att om Sotiropoulos vann matchen var det mycket troligt att han skulle bli nästa utmanare till lättviktstiteln. Under matchen lyckades Sotiropoulos inte ta ner Siver någon gång och Siver, som har sin bakgrund i kickboxning, kunde vinna matchen på poäng.
På UFC 132 den 2 juli 2011 förlorade Sotiropoulos för första gången genom knockout då han besegrades av Rafael dos Anjos i den första ronden.

## Tävlingsfacit
| Resultat | Facit | Motståndare        | Metod                         | Event                               | Datum            | Rond | Tid  | Plats                           | Noteringar                                      |
| Förlust  | 14-4  | Rafael dos Anjos   | KO (slag)                     | UFC 132: Cruz vs. Faber             | 2 juli 2011      | 1    | 0:59 | Las Vegas, USA                  |                                                 |
| Förlust  | 14-3  | Dennis Siver       | Domslut (enhälligt)           | UFC 127: Penn vs. Fitch             | 27 februari 2011 | 3    | 5:00 | Sydney, Australien              |                                                 |
| Vinst    | 14-2  | Joe Lauzon         | Submission (Kimura)           | UFC 123: Rampage vs. Machida        | 20 november 2010 | 2    | 2:43 | Auburn Hills, Michigan, USA     | Fight of the Night                              |
| Vinst    | 13-2  | Kurt Pellegrino    | Domslut (enhälligt)           | UFC 116: Lesnar vs. Carwin          | 3 juli 2010      | 3    | 5:00 | Las Vegas, Nevada, USA          |                                                 |
| Vinst    | 12-2  | Joe Stevenson      | Domslut (enhälligt)           | UFC 110: Nogueira vs. Velasquez     | 21 februari 2010 | 3    | 5:00 | Sydney, Australien              | Fight of the Night                              |
| Vinst    | 11-2  | Jason Dent         | Submission (Armbar)           | UFC 106: Ortiz vs. Griffin 2        | 21 november 2009 | 2    | 4:35 | Las Vegas, Nevada, USA          |                                                 |
| Vinst    | 10-2  | George Roop        | Submission (Kimura)           | UFC 101: Declaration                | 8 augusti 2009   | 2    | 1:59 | Philadelphia, Pennsylvania, USA | Lättviktsdebut                                  |
| Vinst    | 9-2   | Roman Mitichyan    | KO (slag)                     | UFC Fight Night: Florian vs Lauzon  | 2 april 2008     | 2    | 2:24 | Broomfield, Colorado, USA       |                                                 |
| Vinst    | 8-2   | Billy Miles        | Submission (Rear Naked Choke) | The Ultimate Finale 6               | 8 december 2007  | 1    | 1:36 | Las Vegas, Nevada, USA          |                                                 |
| Vinst    | 7-2   | Jung Hwan Cha      | Submission (Armbar)           | Spirit MC 11: Invasion              | 22 april 2007    | 2    | 3:27 | Seoul, Sydkorea                 |                                                 |
| Förlust  | 6-2   | Shinya Aoki        | DQ (slag under bältet)        | Shooto: Champion Carnival           | 14 oktober 2006  | 2    | 0:05 | Yokohama, Japan                 | Diskvalificerades på grund av slag under bältet |
| Vinst    | 6-1   | Shigetoshi Iwase   | Domslut (enhälligt)           | Kokoro: Kill Or Be Killed           | 15 augusti 2006  | 2    | 5:00 | Tokyo, Japan                    |                                                 |
| Vinst    | 5-1   | Kyle Noke          | Domslut (enhälligt)           | Warriors Realm 5                    | 25 februari 2006 | 5    | 5:00 | Sydney, Australien              |                                                 |
| Vinst    | 4-1   | Sergio Lourenco    | Domslut (enhälligt)           | FFCF 5: Unleashed                   | 27 januari 2006  | 3    | 5:00 | Guam                            |                                                 |
| Förlust  | 3-1   | Kyle Noke          | Domslut (enhälligt)           | Warriors Realm 4                    | 2 juli 2005      | 3    | 5:00 | Sydney, Australien              |                                                 |
| Vinst    | 3-0   | Marcio Bittencourt | Submission (Rear Naked Choke) | K-1 Challenge 2004 Oceania vs World | 18 december 2004 | 1    | 3:30 | Gold Coast, Australien          |                                                 |
| Vinst    | 2-0   | Kelly Jacobs       | Submission (Armbar)           | Warriors Realm 2                    | 10 december 2004 | 1    | 4:12 | Southport, Australien           |                                                 |
| Vinst    | 1-0   | Gavin Murie        | Submission (Armbar)           | XFC 6: Ultimate Fighting Returns    | 20 november 2004 | 1    | 1:28 | Southport, Australien           |                                                 |

### Webbkällor
- ”George Sotiropoulos MMA Record”. sherdog.com. http://www.sherdog.com/fighter/George-Sotiropoulos-11702. Läst 21 februari 2011.

### Fotnoter
1. ↑  ”Persistence pays off for Sotiropoulos in search of ultimate dream”. theaustralian.com. http://www.theaustralian.com.au/news/sport/peristence-pays-off-for-sotiropolous-in-search-of-ultimate-dream/story-e6frg7mf-1225887031699. Läst 21 februari 2011.
2. 1 2 3  ”About George Sotiropoulos”. georgesotiropoulos.com. Arkiverad från originalet den 22 november 2010. https://web.archive.org/web/20101122070323/http://www.georgesotiropoulos.com/biography.php. Läst 21 februari 2011.
3. ↑  ”Sotiropoulos Takes His Place”. ultimatefighter.com. Arkiverad från originalet den 20 februari 2011. https://web.archive.org/web/20110220231427/http://www.ultimatefighter.com/blog/sotiropoulos-takes-his-place. Läst 21 februari 2011.
4. ↑  ”Win at UFC 106 Helps George Sotiropoulos Land on Australian Card”. mmafighting.com. http://www.mmafighting.com/2009/11/22/win-at-ufc-106-helps-george-sotiropoulos-land-spot-on-australian/. Läst 21 februari 2011.
5. ↑  ”UFC 110 bonuses: Sotiropoulos, Stevenson, Velasquez and Lytle earn $50,000 awards”. mmajunkie.com. Arkiverad från originalet den 25 maj 2012. https://archive.is/20120525141246/http://mmajunkie.com/news/18025/ufc-110-bonuses-sotiropoulos-stevenson-velasquez-and-lytle-earn-60000-awards.mma. Läst 21 februari 2011.
6. ↑  ”Dana White confirms UFC 116 winner George Sotiropoulos in lightweight title mix”. mmajunkie.com. Arkiverad från originalet den 25 maj 2012. https://archive.is/20120525141247/http://mmajunkie.com/news/19818/dana-white-confirms-ufc-116-winner-george-sotiropoulos-in-lightweight-title-mix.mma. Läst 21 februari 2011.
7. ↑  ”UFC boss: George Sotiropoulos "in the line" for title shot with UFC 127 win”. mmajunkie.com. Arkiverad från originalet den 25 maj 2012. https://archive.is/20120525141249/http://mmajunkie.com/news/22530/ufc-boss-sotiropoulos-in-the-line-for-title-shot-with-ufc-127-win.mma. Läst 21 februari 2011.
8. ↑  ”UFC 127 main-card results: Fitch vs. Penn ends in draw, Bisping earns dubious TKO”. mmajunkie.com. Arkiverad från originalet den 25 maj 2012. https://archive.is/20120525141252/http://mmajunkie.com/news/22624/ufc-127-main-card-results-fitch-vs-penn-ends-in-draw-bisping-earns-dubious-tko.mma. Läst 28 februari 2011.